# Miomantis aequalis
Miomantis aequalis är en bönsyrseart som beskrevs av Rehn 1904. Miomantis aequalis ingår i släktet Miomantis och familjen Mantidae. Inga underarter finns listade i Catalogue of Life.